# 아트오브파티스
아트오브파티스(Art of Parties)는 시나위, 나비효과에서 활동했던 김바다가 주축이 되어 만든 록 밴드이다.
밴드명은 리더 김바다가 평소 좋아하는 영국밴드 'JAPAN'의 곡인 'Art Of Parties'에서 본딴 것이라고 한다. '아토파(ATOPA)' 'A.O.P.' 'ATP' 등으로 줄여서 부르기도 한다. 개러지 록, 얼터너티브 록, 사이키델릭 록 등 다양하고 실험적인 음악을 추구한다.
2009년에 결성되어, 2010년 7월 정규1집 'Ophelia', 2011년 1월 ep 앨범 'Seitrap fo tra'를 발매했으며, REBORN 산울림 앨범에서 '아마 늦은 여름이었을거야'를 리메이크했다. 2012년 디지털미니앨범 '섬'을 발매했다.
2010년에 발표한 정규 1집 'Ophelia'는 2011년 한국대중음악상 올해의 최우수 록앨범상 후보에 노미네이트되었다.

## 구성원
- 김바다 (리더, 보컬, 기타): 원래 아토파에서 보컬&베이스를 맡았으나 2013년 3월 베이시스트 김정욱을 영입하고, 본인은 기타로 자리를 옮겼다.
- 박근창 (드럼): 밴드 '적적해서 그런지'의 드러머 활동도 병행하고 있다.
- 이태훈 (기타): 박주영, 공민재에 이은 아토파의 세 번째 기타리스트이며, 객원멤버였다가 2013년 정식멤버가 되었다. 재즈밴드 '세컨세션', '헬리비젼'의 기타 멤버로도 활동하고 있다.
- 김정욱 (베이스): 서울전자음악단 베이시스트 출신이며, 나는 가수다 II에서 시나위 콜라보레이션 멤버로 활동하였고, 현재 시나위, 아토파의 베이스를 담당하고 있다.

### 이전 구성원
- 박주영 (기타): 1집의 기타 멤버이다.
- 공민재 (기타): 기타리스트 박주영의 뒤를 이어 아토파의 멤버가 되었다. 2012년 6월 개인사정으로 탈퇴했다.
- 김주영 (드럼): 아토파 1집의 드럼 멤버이다. KBS 탑밴드2에서 해리빅버튼의 객원 드러머로 활동했다.
- 김윤범 (드럼): 김주영의 뒤를 이은 아토파의 2번째 드러머이며, 2013년초 개인사정으로 탈퇴했다.

## 음반 목록

### 정규 앨범
- Ophelia (2010년 7월)

### EP
- Seitrap fo tra (2011년 1월)
- 섬 (2012년)

### 헌정 앨범
- REBORN 산울림